# Molophilus kama
Molophilus kama är en tvåvingeart som beskrevs av Günther Theischinger 1992. Molophilus kama ingår i släktet Molophilus och familjen småharkrankar. Inga underarter finns listade i Catalogue of Life.